# Ayuka Suzuki
Ayuka Suzuki –en japonés, 鈴木歩佳, Suzuki Ayuka– (27 de septiembre de 1999) es una deportista japonesa que compite en gimnasia rítmica, en la modalidad de conjuntos.
Ganó nueve medallas en el Campeonato Mundial de Gimnasia Rítmica entre los años 2017 y 2021. Participó en los Juegos Olímpicos de Tokio 2020, ocupando el octavo lugar en la prueba por conjuntos.

## Palmarés internacional
| Campeonato Mundial | Campeonato Mundial | Campeonato Mundial | Campeonato Mundial          |
| Año                | Lugar              | Medalla            | Prueba                      |
| ------------------ | ------------------ | ------------------ | --------------------------- |
| 2017               | Pésaro (Italia)    | Medalla de plata   | 3 con pelota + 2 con cuerda |
| 2017               | Pésaro (Italia)    | Medalla de bronce  | Concurso completo           |
| 2017               | Pésaro (Italia)    | Medalla de bronce  | 5 con aro                   |
| 2018               | Sofía (Bulgaria)   | Medalla de plata   | 5 con aro                   |
| 2019               | Bakú (Azerbaiyán)  | Medalla de oro     | 5 con pelota                |
| 2019               | Bakú (Azerbaiyán)  | Medalla de plata   | Concurso completo           |
| 2019               | Bakú (Azerbaiyán)  | Medalla de plata   | 3 con aro + 2 con mazas     |
| 2021               | Kitakyushu (Japón) | Medalla de bronce  | 5 con pelota                |
| 2021               | Kitakyushu (Japón) | Medalla de bronce  | 3 con aro + 2 con mazas     |